# 황룽 풍경구
황룽풍경구(중국어: 黄龍風景区)는 유네스코의 세계자연유산에 등록된 중국의 자연 지역의 명칭이다. 황룽은 쓰촨성의 북서부에 자리를 잡고 있으며, 송판현 지역을 중심으로 하여, 남쪽으로는 민산산맥의 부분이며, 청두에서 150 km 북북서에 위치하고 있다. 이 지역은 방해석으로 인해 생성된 아름다운 연못으로 유명하며, 눈 덮인 산봉오리와 폭포, 온천까지 아름다운 자연환경의 다양함을 엿볼 수 있는 곳이다. 황룽은 또한 자이언트 팬더나 금빛원숭이와 같은 멸종위기 동물의 천국이기도 하다. 1992년에 세계자연유산으로 등록되었다.

## 개요
황룽 풍경구는 쓰촨성 아바 티베트족·창족 자치주 쑹판 현에 있다. 볼 만한 곳으로는 민산주봉의 설보정의 꼭대기 아래 퍼져 있는 채지, 설산, 협곡, 삼림의 4절이라고 불리는 것들이다. 황룽에는 매우 보존 상태가 좋은 중국 유일의 고원 습지대가 있다. 멸종 직전의 동물인 자이언트 팬더나 금사후 등의 소중한 생식지가 되고 있다.

## 같이 보기
- 중국의 세계유산